# ایلی‌سو (آق‌سرای)
ایلی‌سو (به ترکی استانبولی: Ilısu) یک منطقهٔ مسکونی در ترکیه است که در استان آق‌سرای واقع شده‌است. ایلی‌سو ۱٬۴۴۲ نفر جمعیت دارد و ۱٬۳۳۰ متر بالاتر از سطح دریا واقع شده‌است.